# Tramadol
Tramadol, známý mj. pod obchodním jménem Ultram nebo Tramal, je opioid a lék proti bolesti používaný k léčbě mírné až středně silné bolesti. Když se užívá ústy tableta s okamžitým uvolňováním, nástup úlevy od bolesti obvykle přijde do jedné hodiny. Tramadol se někdy vyskytuje v kombinaci s paracetamolem (acetaminofen) – např. pod obchodním jménem Palgotal.
Mezi typické nežádoucí účinky patří zácpa, svědění a nevolnost. Závažné nežádoucí účinky mohou zahrnovat záchvaty, zvýšené riziko serotoninového syndromu, snížení bdělosti, a drogovou závislost. U pacientů s onemocněním ledvin nebo jater může být doporučena změna dávkování. Tramadol by neměli brát lidé se sebevražednými sklony. I když lék není doporučen pro kojící ženy, jednotlivá dávka ještě nemusí být důvodem k přerušení kojení.
Tramadol je inhibitor zpětného vychytávání serotoninu a noradrenalinu (SNRI), a působí prostřednictvím vazby na μ-opioidní receptor na neuronu. V játrech je metabolizován na desmetramadol, opioid se silnější vazbou na μ-opioidní receptor.
Poprvé byl prodej tramadolu zahájen pod obchodním jménem Tramal západoněmeckou farmaceutickou společností Grünenthal GmbH v roce 1977, a o 20 let později ve Spojeném království, USA a Austrálii. Po celém světě jej lze nalézt pod různými obchodními jmény.

## Lékařské využití

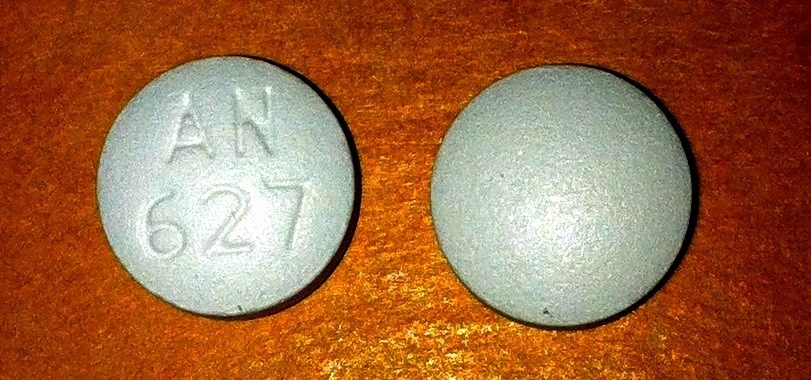
Generické tramadol HCl tablety

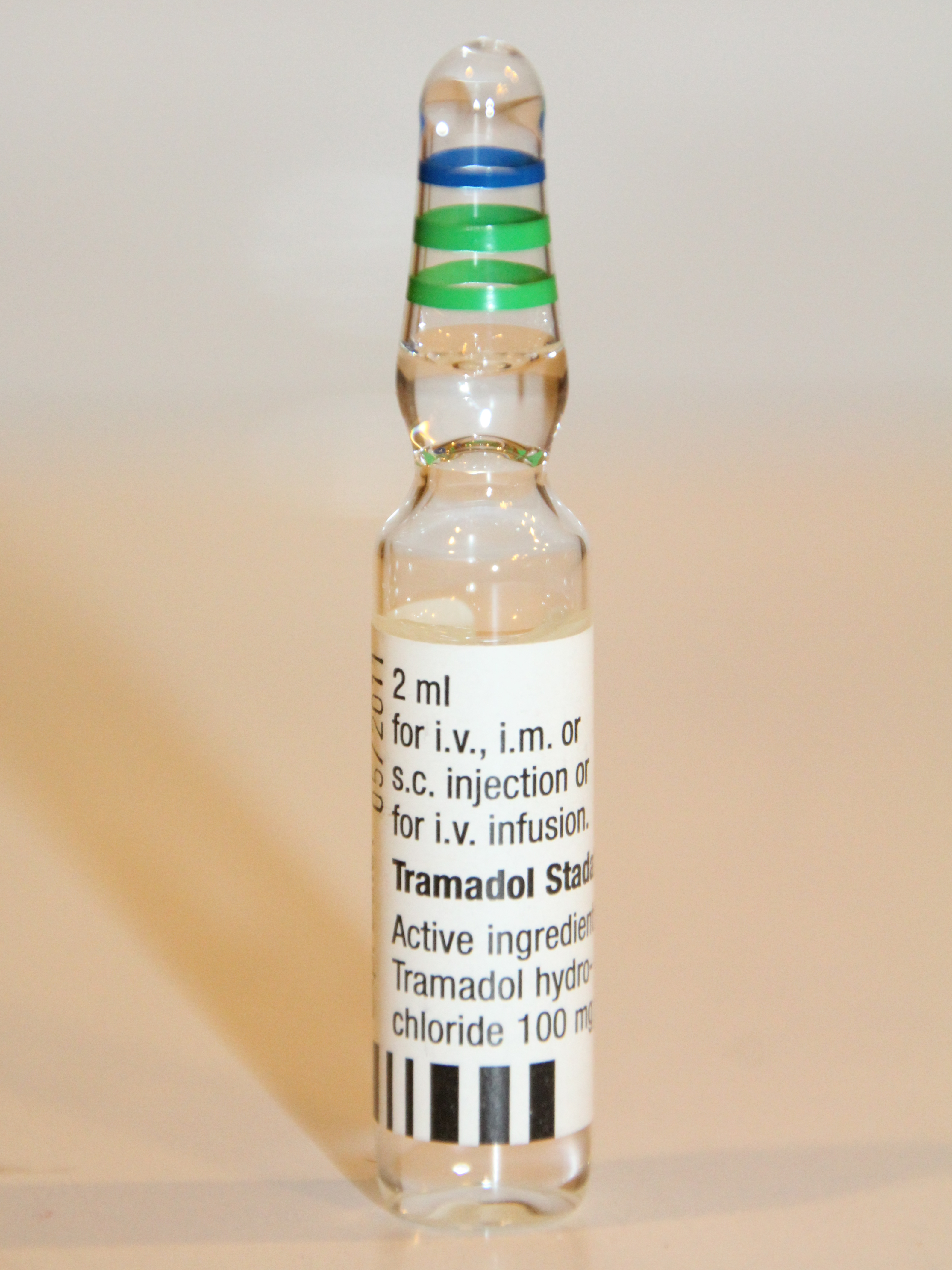
Tramadol HCl injekční roztok

Tramadol je primárně určen k potlačování mírné až silné bolesti – akutní i chronické.
Jeho analgetické účinky nastupují asi jednu hodinu a dosahují maximálního efektu 2 až 4 hodiny po perorálním podání s tablety s okamžitým uvolňováním. Při porovnání s ostatními opioidy je tramadol asi desetkrát slabší než orálně podaný morfin a je prakticky stejně silný, jako petidin a kodein.
Pro středně silnou bolest se efektivita tramadolu blíží morfinu; pro velmi silnou bolest ovšem za morfinem zaostává. Analgetické účinky tramadolu působí asi 6 hodin. Prahová dávka pro nástup účinků orálně podaného tramadolu je pro dospělého člověka asi 25 mg.
Tramadol existuje jako kapky, ve formě tablet (s okamžitým nebo s prodlouženým uvolňováním), tobolek, čípků nebo ve formě injekčního roztoku.
Tramadol se používá ve veterinární medicíně k léčbě bolesti u psů, jeho účinnost v této roli je ale sporná.

## Kontraindikace
Užití tramadolu se nedoporučuje u lidí s deficitem CYP2D6 enzymu. Enzymy jsou klíčové pro metabolizaci, takže hrají důležitou roli v efektivitě léčby.

### Těhotenství a kojení
Tramadolu je obvykle lepší se během těhotenství vyhnout – předejde se tak riziku přítomností abstinenčního syndromu u novorozeněte. Menší francouzská studie zaznamenala zvýšené riziko samovolného potratu, ale u narozených dětí se výraznější zdravotní problémy neprokázaly. Tramadol se obecně nedoporučuje ani během kojení, ale jedna malá studie zjistila, že děti kojené matkami užívajícími tramadol byly vystaveny pouze asi 2,88 % dávky, kterou v sobě matka měla. Neexistují žádné důkazy, že by tak malé množství tramadolu mohlo novorozence nějak poškodit.

### Porod
Použití tramadolu jako analgetika během porodu se obecně nedoporučuje vzhledem k dlouhé době nástupu účinku (až 1 hodina). Poměr průměrné koncentrace léku v plodu ve srovnání s matkou, když je tramadol podáván intramuskulárně za účelem tišení porodních bolestí, se odhaduje na 1:94.

### Děti
Obecně se doporučuje tramadol dětem nepodávat, ale je možné to udělat pod dohledem odborníka. 21. září 2015 začal FDA vyšetřovat bezpečnost použití tramadolu u osob ve věku do 17 let. Vyšetřování bylo zahájen po stížnostech některých dětí na zpomalené nebo náročné dýchání. FDA uvádí věk do 12 let jako kontraindikaci.

### Starší osoby
Riziko spojené s opioidy, jako je respirační deprese, nebezpečí pádů, kognitivní poruchy a sedace se zvyšuje.

### Játra a selhání ledvin
Lék by měl být používán se zvýšenou opatrností u pacientů s onemocněním jater nebo ledvin – důvodem je, že játra jsou potřebná pro správnou metabolizaci tramadolu a ledviny zodpovídají za jeho eliminaci.

## Vedlejší účinky

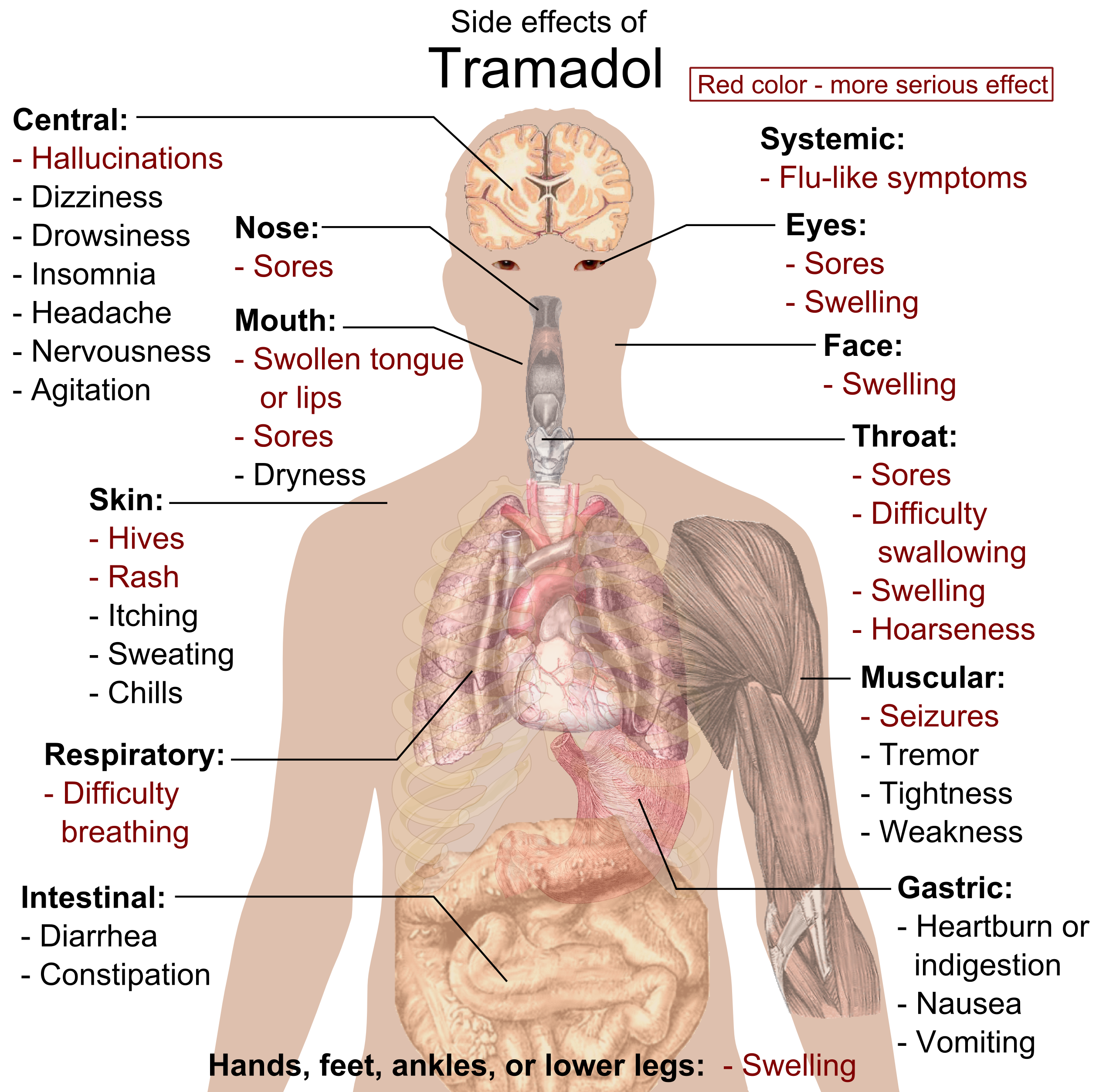
Hlavní vedlejší účinky tramadolu: Červená barva označuje více závažné nežádoucí účinky, vyžadující bezprostřední kontakt s poskytovatelem zdravotní služby.

Nejčastější nežádoucí účinky tramadolu zahrnují nevolnost, sucho v ústech, poruchy trávení, bolesti břicha, závratě, zvracení, zácpu, ospalost a bolest hlavy. Ve srovnání s jinými opioidy, respirační deprese a zácpa jsou u tramadolu považovány za menší problém. Tramadol rovněž může snížit práh pro vypuknutí epileptického záchvatu, tj. vysoké dávky mohou způsobit epileptický záchvat.
Větší dávky tramadolu mohou vysušit sliznice v nosu/nosohltanu tak, že dojde k okamžitému ústupu i silné rýmy.
Chronické podávání tramadolu může vyvolat stav imunitní tolerance, ačkoli na rozdíl od typických opioidů se může projevit zlepšení imunitní funkce.